# تپه کردآباد شماره A
تپه کردآباد شماره A مربوط به سده‌های اولیه و میانه دوران‌های تاریخی پس از اسلام است و در شهرستان کبودرآهنگ، بخش مرکزی، دهستان حاجیلو، ۱۰۰ متری شرق روستای کردآباد واقع شده و این اثر در تاریخ ۳۰ بهمن ۱۳۸۶ با شمارهٔ ثبت ۲۱۱۸۴ به‌عنوان یکی از آثار ملی ایران به ثبت رسیده است.